# Келегей

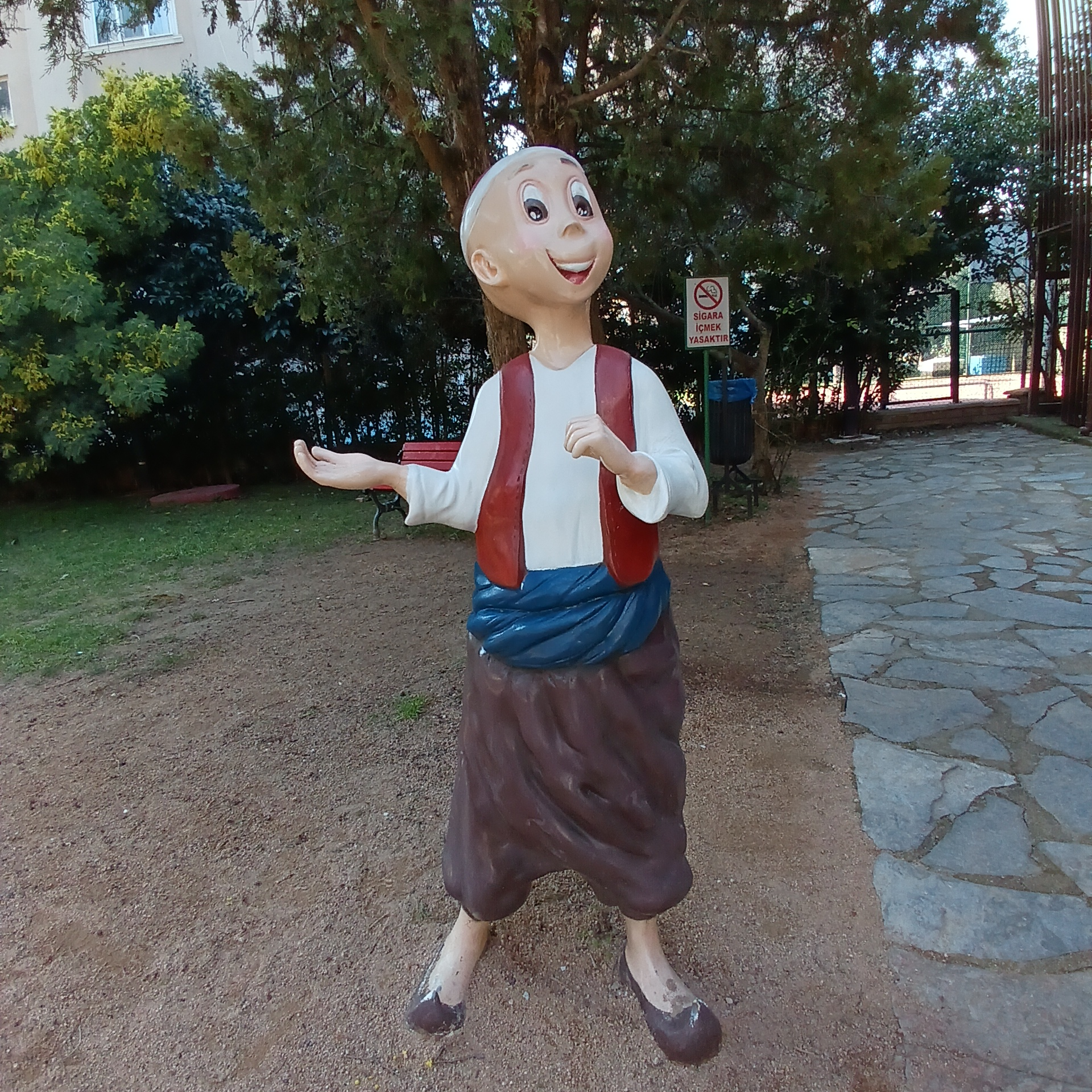

Келегей — дух, помощник шамана во время камлания, живущий на шестом слое неба, «заика», который не может говорить, но глаза его обладают способностью видеть прошлое, что делает его особо мудрым и прозорливым. Богатырь с железной грудью, с железными, как панцирь плечами, с черным каменным сердцем, меткий стрелок. Когда он стреляет, то не промахивается, хотя и левша, а его стрела способна пробить насквозь камень. Высказанное им слово через всё сущее пройдет. Во время камлания шаман встречался с Куралдаем и Келегей на шестом небе.